# Symphonie no 4 de Mahler
Pour les articles homonymes, voir Symphonie no 4.
La Symphonie no 4 en sol majeur de Gustav Mahler est une œuvre symphonique pour grand orchestre qui a été composée entre l'été 1899 et 1900.
La symphonie comporte quatre mouvements :
1. Bedächtig. Nicht eilen.
2. In gemächlicher Bewegung. Ohne Hast.
3. Ruhevoll. (Poco adagio.)
4. Sehr behaglich.

## Fiche technique
- Titre : Symphonie no 4 en sol majeur
- Composition : de juillet 1899 à août 1900
- Durée : 55 minutes environ
- Création : le 25 novembre 1901 à Munich, sous la direction du compositeur, avec comme soliste la soprano Margarete Michalek
- Publication

### Orchestration
L'œuvre est écrite pour soprano solo et orchestre :
| Instrumentation de la 4esymphonie |
| Voix |
| Soprano (4e mouvement) |
| Cordes |
| Premiers violons, seconds violons, altos, violoncelles, contrebasses, harpes |
| Bois |
| 4 flûtes (les 3e et 4e prenant les piccolos 1 et 2), 3 hautbois (le 3e prenant le cor anglais), 3 clarinettes (la 2e prenant la petite clarinette, la 3e prenant la clarinette basse), 3 bassons (le 3e prenant le contrebasson) |
| Cuivres |
| 4 cors, 3 trompettes |
| Percussions |
| Timbales, grosse caisse, glockenspiel, grelot, tam-tam (2), triangle, cymbales |

C'est l'unique symphonie de Mahler sans trombone ni tuba.
Pour l'exécution du Scherzo (2e mouvement), le violon solo doit s'accorder en scordatura, un ton plus haut, en : la - mi - si - fa dièse.

## Histoire

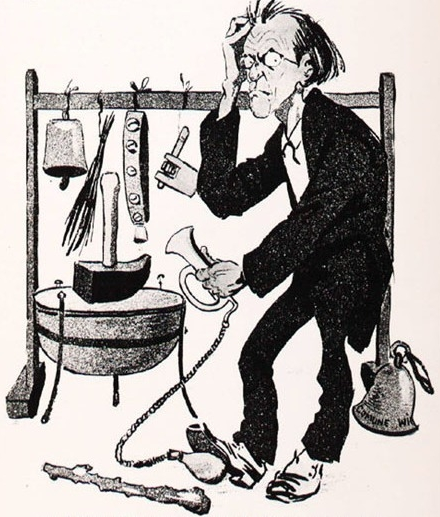
Caricature de Gustav Mahler en 1906.
On reconnaît, autour du compositeur, quelques instruments qu'il avait introduits dans sa Troisième (le flügelhorn et la crécelle), sa Quatrième (les grelots) et sa Sixième symphonie (les cloches de vache, le fouet et le marteau).

### Composition
Sa composition s'est étalée sur plusieurs années : le quatrième mouvement Das himmlische Leben (la vie céleste) est repris du cinquième Lied de Des Knaben Wunderhorn, écrit dès 1892. Cette pièce devait faire partie initialement de la troisième symphonie, mais finalement, n'en fournit que certains thèmes du cinquième mouvement. Gustav Mahler décida alors d'en faire le finale de sa quatrième symphonie et conçut les trois premiers mouvements en fonction de celui-ci. Sa gestation a eu lieu pendant les vacances de l'été 1899, que Mahler prit après deux années de fonction en tant que directeur de l'opéra de Vienne, poste très prenant qui l'empêchait de composer aussi librement qu'il le souhaitait. Il ne reprit les ébauches qu'à l'été 1900 et acheva alors la partition en moins de trois semaines.

### Création et réception
La création, sous la direction du compositeur, a eu lieu à Munich le 25 novembre 1901, avec un succès d'abord assez mitigé, mais, rapidement, de toutes ses symphonies, c'est celle qui est devenue la plus populaire. Lors de la première, le public attendait de Mahler quelque chose d'insolite. Une partie des auditeurs accueillit le premier mouvement avec des sifflets, l'autre, avec des applaudissements. L'un des plus virulents critique qui assistait à la création fut William Ritter, qui devait devenir par la suite l'un des plus fervents mahlériens. 
« Mahler est un de ces faux grands hommes comme l'Allemagne en produit en abondance depuis Wagner. Inutile d'insister : le goût français n'admettra jamais ces géants pneumatiques à d'autre honneur que de servir de réclame à Bibendum, et ce sont d'autres dangers qui le menacent » (jugement de Louis Laloy à propos de la deuxième exécution parisienne de la Quatrième par Camille Chevillard aux Concert Lamoureux le 8 février 1914).

## Analyse
La musique reste très lyrique et classique, dans un style presque haydnien, en tout cas bien loin des compositions plus dramatiques et pessimistes qui lui sont postérieures. Le premier mouvement fait entendre des grelots et des thèmes à caractère de danses villageoises. Le second mouvement introduit un violon solo désaccordé, donnant un côté rustique à la partition. L'adagio est d'une grande ampleur et joue avant tout sur les cordes, contrairement aux deux premières parties. Il se termine par un tutti, introduisant le dernier mouvement vocal. Le texte du Lied, chanté par une voix de soprano, énonce les plaisirs bucoliques mais aussi gastronomiques, du ciel. L'orchestre finit par s'effacer après avoir repris les thèmes villageois du premier mouvement.

### Bedächtig. Nicht eilen. Recht gemächlich.
Le premier mouvement (délibéré, sans hâte, très à l'aise) commence avec les grelots et quatre flûtes. Les violons exposent le premier thème en sol majeur, plein de grâce et de gaieté ensoleillée, que Mahler concevait avec la légèreté d'une valse. Le chef d'orchestre Bruno Walter y entendait l'impression d'un « conte de fées étrangement attrayant » et de « châteaux en Espagne romantiques », tandis que pour Theodor W. Adorno, il s'agit d'un « hommage à Mozart traversé d'une sourde tristesse ».

### In gemächliger Bewegung. Ohne hast.
Dans le second mouvement (dans un tempo modéré, sans hâte), scherzo bouffon, la musique prend des accents grotesques et parodiques. Le violon accordé un ton plus haut (en ré) représente le diable (Gustav Mahler disait que cet instrument était « le violon de la mort » qui conduit le bal).

### Ruhevoll. Poco adagio.
Dans le troisième mouvement (tranquille), la mélodie à l'écoulement paisible atteint en savantes variations de plus en plus de complexité et insistance. Peu avant la fin de ce Poco adagio, son épilogue en sol majeur est brusquement interrompu par un cri de jubilation en mi majeur de l'orchestre au complet, comme si les portes du paradis s'ouvraient soudainement et que retentissaient ici-bas des voix venues de l'au-delà.

### Das himmlische Leben: Sehr behaglich.
Le mouvement final (très à l'aise) commence par un bref prélude orchestral, à la suite duquel le soprano solo entonne, avec des accents de félicité, son chant des « joies de la vie céleste », en quatre strophes, entrecoupées d'interludes, comme s'il nous conduisait au ciel.
| Das himmlische Leben (aus Des Knaben Wunderhorn) Wir genießen die himmlischen Freuden, D'rum tun wir das Irdische meiden. Kein weltlich' Getümmel Hört man nicht im Himmel! Lebt alles in sanftester Ruh'. Wir führen ein englisches Leben, Sind dennoch ganz lustig daneben; Wir tanzen und springen, Wir hüpfen und singen, Sanct Peter im Himmel sieht zu. Johannes das Lämmlein auslasset, Der Metzger Herodes d'rauf passet. Wir führen ein geduldig's, Unschuldig's, geduldig's, Ein liebliches Lämmlein zu Tod. Sanct Lucas den Ochsen tät schlachten Ohn' einig's Bedenken und Achten. Der Wein kost' kein Heller Im himmlischen Keller; Die Englein, die backen das Brot. Gut' Kräuter von allerhand Arten, Die wachsen im himmlischen Garten, Gut' Spargel, Fisolen Und was wir nur wollen. Ganze Schüsseln voll sind uns bereit! Gut' Äpfel, gut' Birn' und gut' Trauben; Die Gärtner, die alles erlauben. Willst Rehbock, willst Hasen, Auf offener Straßen Sie laufen herbei! Sollt' ein Fasttag etwa kommen, Alle Fische gleich mit Freuden angeschwommen! Dort läuft schon Sanct Peter Mit Netz und mit Köder Zum himmlischen Weiher hinein. Sanct Martha die Köchin muß sein. Kein' Musik ist ja nicht auf Erden, Die unsrer verglichen kann werden. Elftausend Jungfrauen Zu tanzen sich trauen. Sanct Ursula selbst dazu lacht. Kein' Musik ist ja nicht auf Erden, Die unsrer verglichen kann werden. Cäcilia mit ihren Verwandten Sind treffliche Hofmusikanten! Die englischen Stimmen Ermuntern die Sinnen, Daß alles für Freuden erwacht. | La vie céleste (de Des Knaben Wunderhorn) Nous goûtons les joies célestes, détournés des choses terrestres. Du ciel on n'entend guère le tumulte du monde ! Tout vit dans la plus douce paix ! Nous menons une vie angélique ! Mais quelle n'est pas notre gaieté ! Nous dansons et bondissons, nous gambadons et chantons ! Et saint Pierre, en ces lieux, nous regarde ! Jean laisse s'échapper le petit agneau. Hérode, le boucher, se tient aux aguets ! Nous menons à la mort un agnelet docile, innocent et doux ! Saint Luc abat le bœuf sans autre forme de procès. Le vin ne coûte le moindre sou dans les caves célestes. Et les anges font le pain. De bonnes choses de toutes sortes poussent aux jardins du ciel ! De bonnes asperges, fèves, rien ne manque ! Des jattes entières nous attendent ! De bonnes pommes, poires et grappes ! Les jardiniers nous laissent toute liberté ! Veux-tu du chevreuil, veux-tu du lièvre ? Les voici qui accourent en pleine rue ! Est-ce jour de carême ? Aussitôt affluent de frétillants poissons ! Là-bas, saint Pierre se jette avec filet et appât dans l'étang céleste. Sainte Marthe se mettra aux fourneaux ! Nulle musique sur terre n'est comparable à la nôtre. Onze mille vierges entrent dans la danse ! Sainte Ursule en rit elle-même ! Nulle musique sur terre n'est comparable à la nôtre. Cécile et les siens sont de parfaits musiciens ! Ces voix angéliques réchauffent les cœurs ! Et tout s'éveille à la joie. |

## Discographie
Entre 1930 à 2005 ont été enregistrées 138 versions de la 4e symphonie.
Cette discographie sélective donne quelques enregistrements dirigés par de grands chefs 
mahlériens :
- Willem Mengelberg (1939) : Koninklijk Concertgebouworkest Amsterdam ; PHILIPS (album publié en 1962),
- Bruno Walter (1950) : Wiener Philharmoniker ;
- Fritz Reiner (1958) : Chicago Symphony Orchestra ; RCA,
- Otto Klemperer (1961) : Philharmonia Orchestra; EMI,
- Jascha Horenstein (1970) : London Philharmonic Orchestra ; EMI,
- Leonard Bernstein (1987) : Helmut Wittek, soprano garçon Koninklijk Concertgebouworkest Amsterdam ; DGG,
- Bernard Haitink (1992) : Berliner Philharmoniker ; PHILIPS,
- Pierre Boulez (1998) : The Cleveland Orchestra ; DGG,
- Claudio Abbado (2005) : Berliner Philharmoniker (live) ; DGG,